# الیبیلی، کالسیک
الیبیلی، کالسیک (به لاتین: Alibeyli, Kalecik) یک منطقهٔ مسکونی در ترکیه است که در استان آنکارا واقع شده‌است.